# Striodentalium kanakorum
Striodentalium kanakorum är en blötdjursart som beskrevs av Victor Scarabino 1995. Striodentalium kanakorum ingår i släktet Striodentalium och familjen Dentaliidae. Inga underarter finns listade i Catalogue of Life.